# Chrám svatého Mikuláše Divotvůrce (Sofie)
Chrám svatého Mikuláše Divotvůrce (bulharsky църква Св. Николай Чудотворец, rusky Це́рковь святи́теля Никола́я Чудотво́рца) v hlavním městě Bulharska Sofii je pravoslavným chrámem ruské pravoslavné církve (patriarchát Moskva). Patří mezi architektonicky významné stavby ruské architektury na území Bulharska.

## Dějiny
V roce 1882 Bulhaři zbourali na místě dnešního chrámu mešitu, která byla postavena v dobách osmanské nadvlády. Bulhaři pak začali plánovat stavbu chrámu, který by připomínal osvobození Bulharska zpod turecké nadvlády a současně vyjadřoval vděčnost ruským osvoboditelům. Ke stavbě nového chrámu přispěla i snaha ruského diplomata Semontského-Kurila, který svůj úřad zastával v letech 1908 až 1911 a činnost Bulharské pravoslavné církve se mu nezdála dostatečně pravoslavné. Stavba nového chrámu se realizovala v letech 1907 až 1914. Chrám byl vysvěcen 11. (24.) listopadu 1914 a sloužil poměrně velké ruské komunitě, která žila v Sofii. Po vstupu Bulharska do první světové války (po boku Německa) byly bohoslužby pro ruskou komunitu přerušeny. Po bolševické revoluci v Rusku (1917) chrám sloužil pro potřeby ruských emigrantů a patřil pod správu Ruské pravoslavné církve v zahraničí. Po roce 1945 však spadá pod Moskevský patriarchát.

## Architektura
Chrám je vybudován v ruském architektonickém stylu. Má pět zelených cibulovitých věží. Připomíná staroruskou moskevskou architekturu 17. století, která hýří pestrými barvami a zlatem. Vyzdobena je nástěnnými malbami ve stylu Novgorodské malířské školy. Proto mnozí nazývají chrám i jako ruský kostel.